# Visuddhimagga
Der visuddhimagga (Pali), „Weg der Reinheit“, ist ein bedeutendes buddhistisches Werk aus dem 5. Jahrhundert n. Chr. Die Abhandlung des Gelehrtenmönchs Buddhaghosa gilt als erste vollständige und systematische Darstellung des Theravāda-Buddhismus. Verfasst ist er in Pali, der Schriftsprache des Theravāda.
Der Visuddhimagga gliedert sich in drei große Abschnitte:
1. Sīla (Tugend) – eine Darstellung der buddhistischen Ethik
2. Samādhi (Sammlung) – Beschreibungen von mehr als 40 Meditationsobjekten
3. Pañña (Weisheit) – eine Exegese des Abhidhammapiṭaka

Insbesondere der zweite und dritte Teil des Buches haben in der zweiten Hälfte des 20. Jahrhunderts über monastische Kreise hinausgehende Bedeutung erlangt, da sich einige Erneuerer der buddhistischen Meditationspraxis (wie Mahāsī Sayādaw in Myanmar) auf die Anleitungen im Visuddhimagga beriefen und so eine direkte Verbindung zwischen ältester Überlieferung und moderner Meditationsschulung herstellten.
Dem  Visuddhimagga  liegt der Vimuttimagga („Weg zur Erlösung“) von Upatissa Thera zu Grunde.